# Nagara (Chiba)
Nagara (jap. 長柄町 Nagara-machi) – miasto w Japonii, na wyspie Honsiu, w prefekturze Chiba. Według danych na rok 2020 miejscowość zamieszkiwało 6 721 mieszkańców , a gęstość zaludnienia wyniosła 142,7 os./km².